# Fordia incredibilis
Fordia incredibilis är en ärtväxtart som beskrevs av Timothy Charles Whitmore. Fordia incredibilis ingår i släktet Fordia och familjen ärtväxter. IUCN kategoriserar arten globalt som sårbar. Inga underarter finns listade i Catalogue of Life.